# Fリーグ オーシャンカップ2017
sfida Fリーグオーシャンカップ2017 in 北海きたえーる supported by LIFEGUARDは、9回目のFリーグ オーシャンカップである。2017年5月18日から21日に開催された。名古屋オーシャンズが2年ぶり6回目の優勝を果たした。

## 大会方式
Fリーグ所属の12チームと地域リーグ2チームの計14チームによる1回戦勝ち抜き戦
※前年度Ｆリーグ年間チャンピオン、ホストチーム（今大会はエスポラーダ北海道）はシードされ、準々決勝からの出場。
試合は40分間（前後半20分、プレーイングタイム）で行われた。規定時間終了時点で勝敗が決しない場合は、PK方式にて勝者を決定する。決勝ラウンドでは10分間（前後半5分、プレーイングタイム）の延長戦を行い、なお決しない場合はPK方式により勝者を決定した。

## 日程
- 1次ラウンド　2017年5月18日（木） - 5月21日（日）

## 会場
- 北海きたえーる

## 参加チーム
- Fリーグ
  - エスポラーダ北海道
  - ヴォスクオーレ仙台
  - バルドラール浦安
  - フウガドールすみだ
  - 府中アスレティックFC
  - ペスカドーラ町田
  - 湘南ベルマーレ
  - アグレミーナ浜松
  - 名古屋オーシャンズ
  - シュライカー大阪
  - デウソン神戸
  - バサジィ大分

- 2016年度F地域チャンピオンズリーグ 上位2チーム
  - 名古屋オーシャンズ サテライト（東海フットサルリーグ所属）
  - 柏トーア′82（関東フットサルリーグ所属）

## 結果

### 1回戦
| No.1 2017年5月18日 | ペスカドーラ町田 | 4 - 1 | アグレミーナ浜松 | 北海きたえーる |  |
| 12:00              |                  |       |                  |                |  |

| No.2 2017年5月18日 | フウガドールすみだ | 1 - 3 | バルドラール浦安 | 北海きたえーる |  |
| 12:00              |                    |       |                  |                |  |

| No.3 2017年5月18日 | 府中アスレティックFC | 3 - 0 | バサジィ大分 | 北海きたえーる |  |
| 14:30              |                      |       |              |                |  |

| No.4 2017年5月18日 | 名古屋オーシャンズ | 4 - 0 | デウソン神戸 | 北海きたえーる |  |
| 14:30              |                    |       |              |                |  |

| No.5 2017年5月18日 | デウソン神戸 | 10 - 0 | 柏トーア’82 | 北海きたえーる |  |
| 17:00              |              |        |             |                |  |

| No.6 2017年5月18日 | ヴォスクオーレ仙台 | 3 - 1 | 名古屋オーシャンズサテライト | 北海きたえーる |  |
| 17:00              |                    |       |                              |                |  |

### 準々決勝
| No.9 2017年5月19日 | 府中アスレティックFC | 1 - 3 | 名古屋オーシャンズ | 北海きたえーる |  |
| 12:15              |                      |       |                    |                |  |

| No.10 2017年5月19日 | ヴォスクオーレ仙台 | 2 - 10 | シュライカー大阪 | 北海きたえーる |  |
| 14:30               |                    |        |                  |                |  |

| No.11 2017年5月19日 | ペスカドーラ町田 | 1 - 1 (2 - 3 PK戦) | バルドラール浦安 | 北海きたえーる |  |
| 16:45               |                  |                    |                  |                |  |
|                     |                  | PK戦               |                  |                |  |
| {{{penalties1}}}    |                  | {{{penalties2}}}   |                  |                |  |

| No.12 2017年5月19日 | エスポラーダ北海道 | 5 - 7 | 湘南ベルマーレ | 北海きたえーる |  |
| 19:00               |                    |       |                |                |  |

### 準決勝
| No.13 2017年5月20日 | 名古屋オーシャンズ | 4 - 3 | シュライカー大阪 | 北海きたえーる |  |
| 16:15               |                    |       |                  |                |  |

| No.14 2017年5月20日 | 湘南ベルマーレ | 1 - 4 | バルドラール浦安 | 北海きたえーる |  |
| 18:30               |                |       |                  |                |  |

### 3位決定戦
| No.15 2015年5月21日 | 湘南ベルマーレ | 3 - 3 (2 - 3 PK戦) | シュライカー大阪 | 北海きたえーる |  |
| 14:15               |                |                    |                  |                |  |
|                     |                | PK戦               |                  |                |  |
| {{{penalties1}}}    |                | {{{penalties2}}}   |                  |                |  |

### 決勝
| No.16 2017年5月21日 | バルドラール浦安 | 0 - 5 | 名古屋オーシャンズ | 北海きたえーる |  |
| 16:45               |                  |       |                    |                |  |

| sfida Ｆリーグオーシャンカップ2017 優勝 |
| --------------------------------------- |
| 名古屋オーシャンズ 2年ぶり6回目         |